# Rue Edmond-Rostand (Toulouse)
Pour les articles homonymes, voir Rue Edmond-Rostand.
La rue Edmond-Rostand (en occitan : carrièra Edmond Rostand) est une voie de Toulouse, chef-lieu de la région Occitanie, dans le Midi de la France.

## Situation et accès

### Description
La rue Edmond-Rostand est une voie publique. Elle relie les quartiers de Croix-Daurade et de Borderouge, tous deux dans le secteur 3 - Nord.
La chaussée compte, entre la route d'Albi et le chemin Virebent, une seule voie de circulation automobile à double-sens puis, entre le chemin Virebent et le boulevard Florence-Arthaud, une voie de circulation dans chaque sens. Dans sa deuxième partie, elle compte, entre le boulevard Florence-Arthaud et l'entrée du parking P+R de Borderouge, une seule voie de circulation à double-sens, et enfin, jusqu'à la rue du Colonel-Paul-Paillole, une voie de circulation dans chaque sens. Il existe une bande cyclable, mais seulement entre la rue des Bouquetins et la sente 8C.
La rue Edmond-Rostand correspond à une partie de l'ancien chemin vicinal 24, des Minimes à Saint-Jean. Au XXe siècle, la première partie de la rue entre la route d'Albi et le chemin Virebent est absorbée par la route départementale 64, qui se poursuit par le même chemin Virebent, puis le chemin de la Palanque, le chemin de Boudou, le chemin de Moulis et l'avenue Salvador-Allende jusqu'à l'avenue des États-Unis, près de Lacourtensourt. En 2017, la gestion de la route départementale 64, qui se trouve entièrement sur le territoire de Toulouse Métropole, lui a été transférée comme route métropolitaine 64.

### Voies rencontrées
La rue Edmond-Rostand rencontre les voies suivantes, dans l'ordre des numéros croissants (« g » indique que la rue se situe à gauche, « d » à droite) :
1. Route d'Albi
2. Rue Guy-de-Maupassant (g)
3. Chemin Virebent (d)
4. Rue Élisabeth-Eidenbenz (d)
5. Impasse François-Ayral (d)
6. Rue Henri-Ébelot (g)
7. Rue Guillaume-Rigal (d)
8. Rue Frédéric-Chopin (d)
9. Impasse Jean-Sébastien-Bach (g)
10. Rue Alexis-de-Tocqueville (d)
11. Boulevard Florence-Arthaud
12. Impasse de Borderouge (g)
13. Rue des Vignes (d)
14. Rue Françoise-d'Eaubonne (g)
15. Allée Paul-Harris (d)
16. Impasse Edmond-Rostand (g)
17. Rue Durand (d)
18. Avenue Maurice-Bourgès-Maunoury (g)
19. Rue des Bouquetins (d)
20. Rue d'Avignon (g)
21. Rue Maurice-Mélat (g)
22. Rue du Colonel-Paul-Paillole (d)
23. Chemin de Lanusse

### Transports
La rue Edmond-Rostand est desservie, du côté de la route d'Albi, par la ligne de Linéo L8, ainsi que des lignes de bus 40437376. À partir du chemin Virebent et jusqu'au boulevard Florence-Arthaud, la rue est directement parcourue et desservie par la ligne de bus 114, qui rejoint la pôle d'échanges de Borderouge, qui s'organise autour de la station du même nom, sur la ligne de métro . Au-delà du boulevard Florence-Arthaud, la rue Edmond-Rostand est simplement traversée par la ligne de bus 26, qui emprunte la rue des Vignes, puis par la ligne de bus 41, qui dessert la rue des Bouquetins. Dans sa dernière partie, la rue Edmond-Rostand est parallèle au chemin des Izards, où se trouve la station de métro des Trois-Cocus, également sur la ligne de métro .
La rue Edmond-Rostand et les rues voisines sont équipées de plusieurs stations de vélos en libre-service VélôToulouse : les stations no 171 (191 route d'Albi), no 172 (rond-point de l'Abbé-Lafforgue), no 248 (rue des Bouquetins), no 262 (26 chemin de Borderouge) et no 283 (12 rue du Colonel-Paul-Paillole/place Micouleau).

## Odonymie

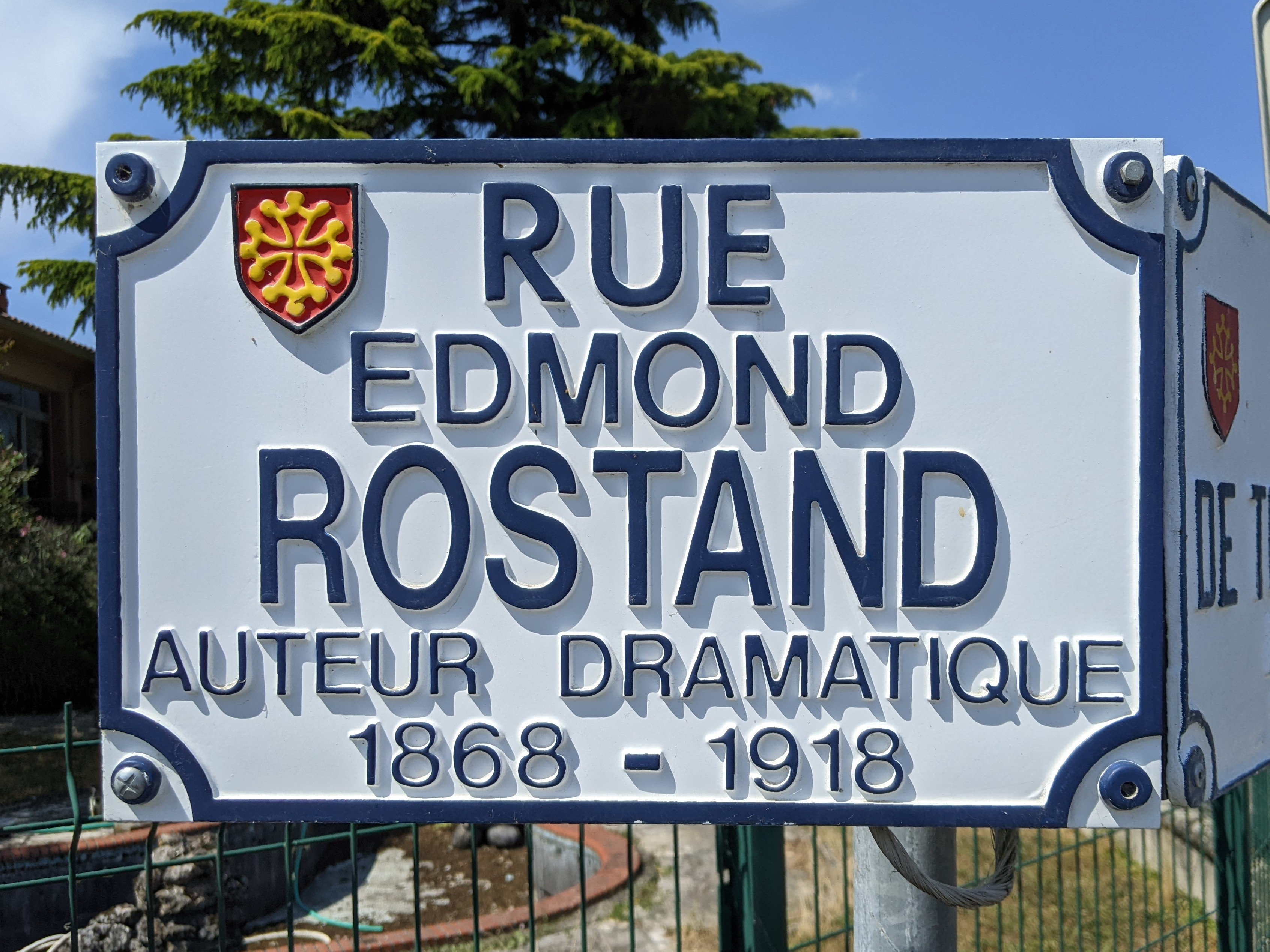
Plaque de rue.

La rue est nommée en hommage à l'écrivain Edmond Rostand (1868-1918). Il avait existé une autre rue Edmond-Rostand à Toulouse : en 1941, la municipalité vichyste voulut effacer le nom de la rue de l'Orient, qui rappelait la présence du temple maçonnique de l'Orient (actuel no 5), et lui attribua celui d'Edmond Rostand, qu'elle perdit finalement à la Libération en 1945.
La rue a porté d'autres noms. Au XVIIe siècle, elle est une partie du chemin de Paleficat à Launaguet puisqu'elle réunissait le terroir de Paleficat, aux limites du gardiage de Toulouse, au village de Launaguet. Au XIXe siècle, la partie est du chemin devint le chemin de l'Union ou de Saint-Jean-de-l'Union, la partie ouest le chemin de la Barrière. Ces deux appellations disparurent en 1947, lorsque la municipalité les réunit sous leur nom actuel.

## Histoire
Depuis août 2016 la rue n'est plus continue pour le trafic routier. Elle est en effet traversée, vers le numéro 94, par le boulevard Florence-Arthaud qui prend sur ce tronçon le nom de boulevard Florence-Arthaud. Ce nouveau carrefour interrompt la continuité de la voie pour les automobiles qui ne peuvent traverser la chaussée réservée aux bus.

## Patrimoine et lieux d'intérêt

### Fermes et maisons toulousaines
- no  15 : ferme maraîchère. 
La ferme maraîchère, construite dans le premier quart du XXe siècle, est bâtie en brique, perpendiculairement à la rue Edmond-Rostand. Le bâtiment développe sa façade principale sur quatre travées et s'élève sur deux niveaux (un rez-de-chaussée et un étage de comble à surcroît) séparés par un bandeau de brique. Le niveau de comble est percé d'ouvertures pour l'aération[10].

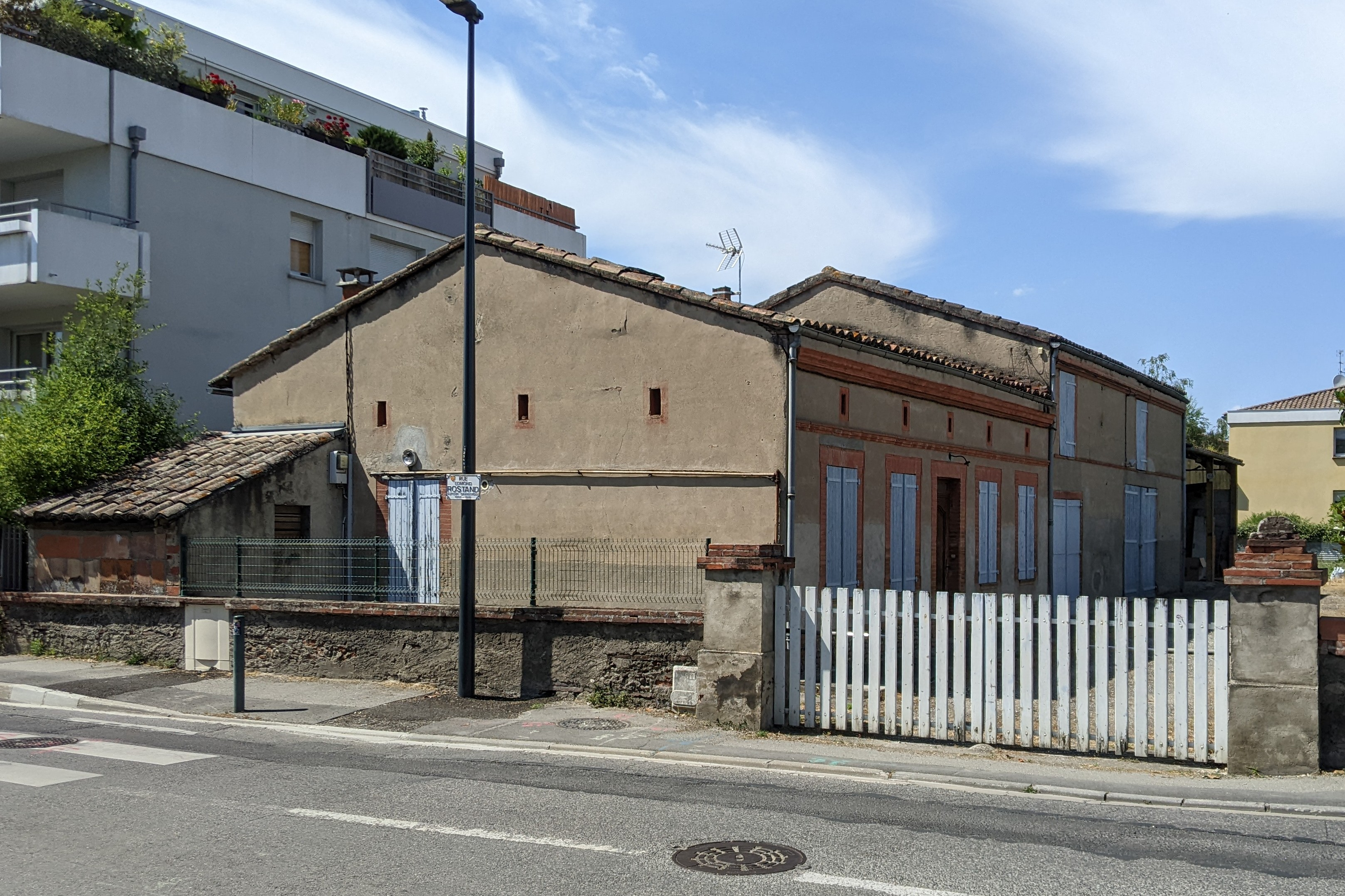
no 56 : ferme Delsol.

- no  56 : ferme Delsol. 
Cette ferme maraîchère est construite en 1880 pour un certain Jean-Matthieu Delsol, qui a fait l'acquisition l'année précédente d'une longue parcelle rectangulaire. Elle est bâtie en brique et en galets de Garonne. Elle est disposée perpendiculairement à la rue Edmond-Rostand. Le portail est encadré par deux piliers de brique. Le bâtiment comprend un logis et des parties agricoles. Il développe sa façade sur cinq travées et s'élève sur deux niveaux (un rez-de-chaussée et un étage de comble à surcroît) séparés par un cordon. L'élévation est couronnée par une corniche moulurée[11].

- no  59 : ferme (deuxième moitié du XIXe siècle).

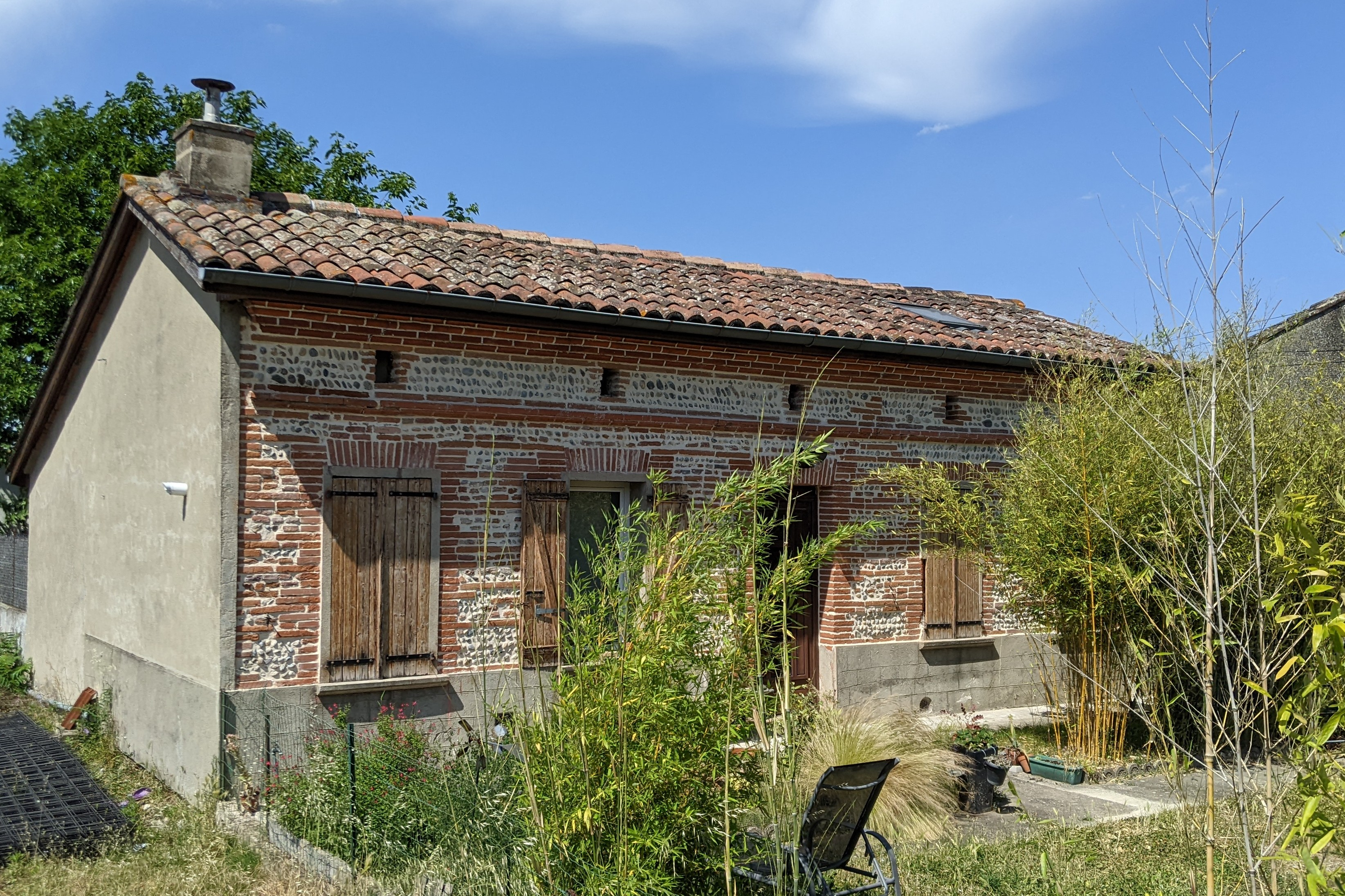
no 64 : maison.

- no  64 : maison toulousaine. 
La maison, bâtie en assises irrégulières de brique et de galets, est construite dans la deuxième moitié du XIXe siècle. Elle s'élève parallèlement et légèrement en retrait par rapport à la rue Edmond-Rostand. La façade est symétrique. Le niveau de comble est percé de petites ouvertures d'aération rectangulaires. L'élévation est couronnée d'une corniche moulurée[12].

- no  70 : ferme de Borde Rouge. 
Cette ferme est construite au XVIIIe siècle : c'est alors une métairie qui dépend du domaine du château de Paleficat (actuel no 85 rue Frédéric-Chopin). Elle est désignée, à partir du début du XIXe siècle comme la « Borde Rouge », comme une ferme voisine avec laquelle elle ne doit pas être confondue et qui a donné son nom au quartier (actuel no 24 chemin de Borderouge). Elle se trouve désormais au bout d'un chemin qui part de la rue Edmond-Rostand, la façade principale orientée au sud. Elle est bâtie en assises de brique cuite, de brique crue et de galets de Garonne disposés irrégulièrement. Le côté est est percé au rez-de-chaussée de fenêtres segmentaires et au niveau du comble d'ouvertures rectangulaires qui ont conservé un simple linteau en bois. Le côté ouest est en partie réaménagé à la fin du XIXe siècle ou au début du siècle suivant. Il conserve d'anciennes dépendances agricoles[13].

- no  73 : ferme (deuxième moitié du XIXe siècle).
- no  77 : ferme (deuxième moitié du XIXe siècle)[14].

- no  87 : ferme. 
La ferme se trouve à l'angle du boulevard Florence-Arthaud, aménagé en 2015 dans cette partie. Elle se compose de plusieurs corps de bâtiment parallèles à la rue Edmond-Rostand, bâtis dans la deuxième moitié du XIXe siècle pour la partie la plus ancienne. Il s'élève sur un rez-de-chaussée et un étage de comble, séparés par un cordon de brique[15].

- no  88 : ferme. 

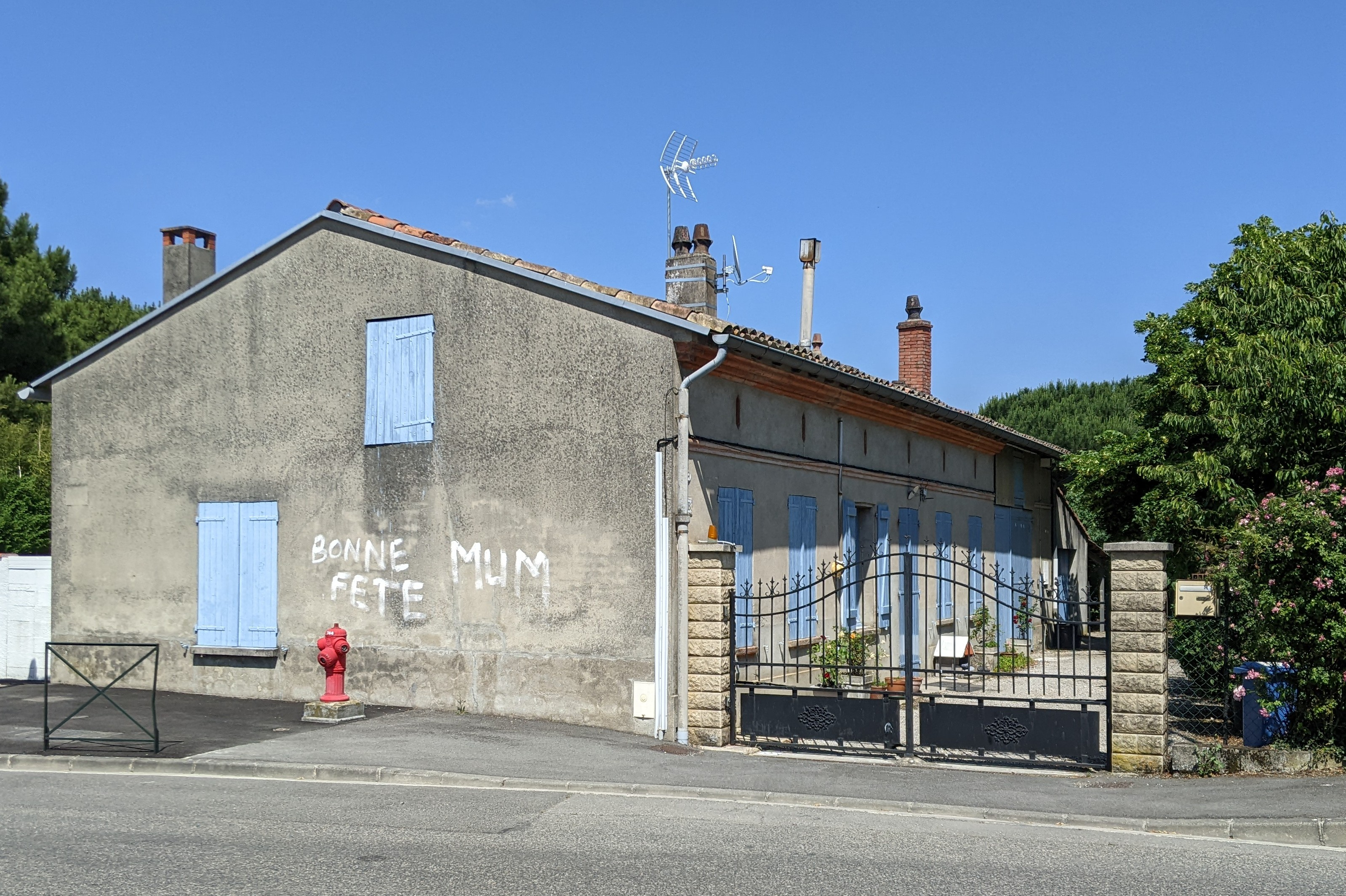
no 88 : ferme.

La ferme s'élève perpendiculairement à la rue Edmond-Rostand. Elle se compose de plusieurs corps de bâtiment bâtis dans la deuxième moitié du XIXe siècle. Le logis principal se développe sur six travées et s'élève sur deux niveaux, un rez-de-chaussée et un étage de comble, séparés par un cordon de brique, et est couronné d'une corniche moulurée. La partie agricole, dans le prolongement, est ouverte par une porte charretière est une fenêtre de comble[16].

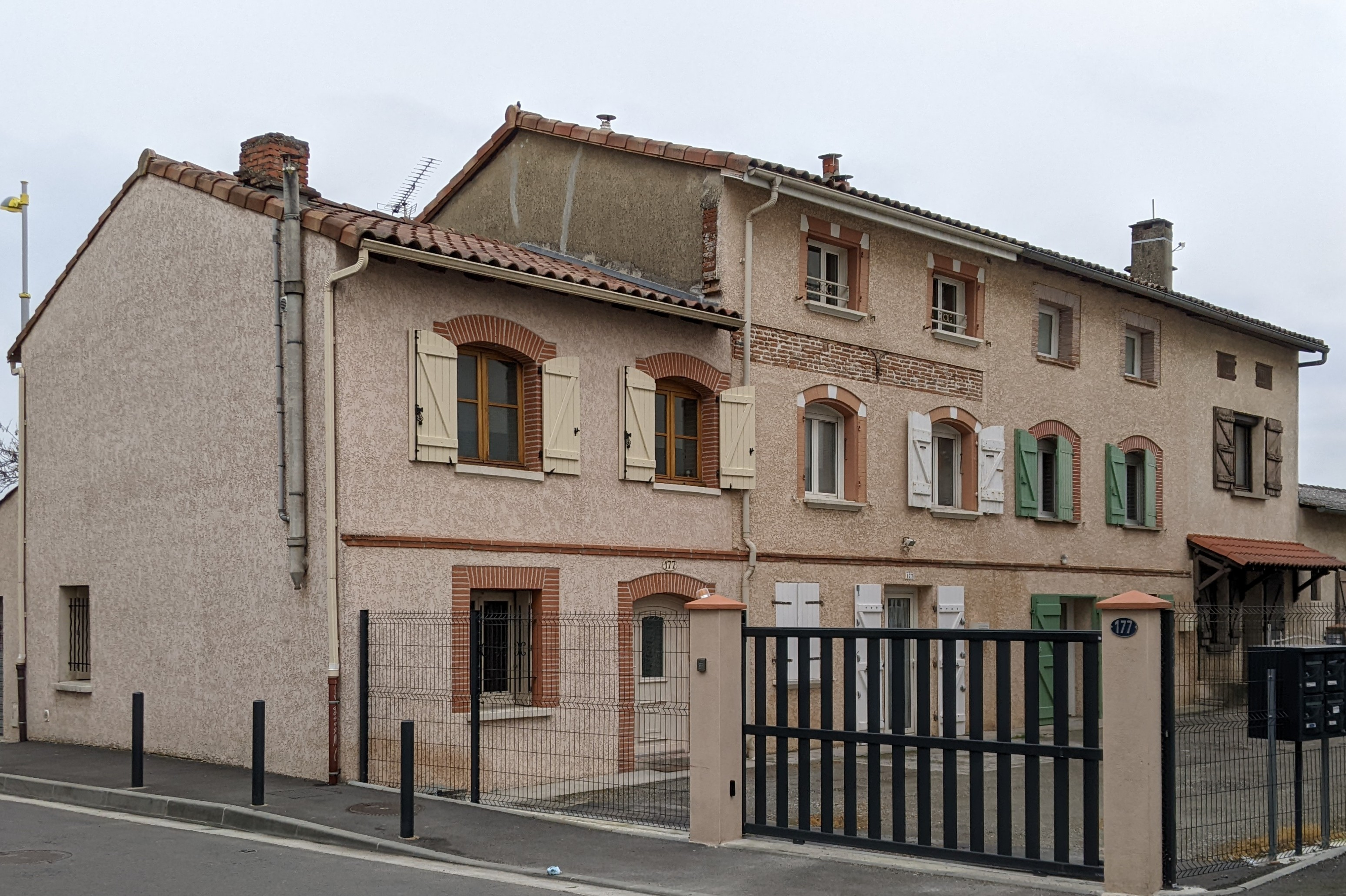
no 177 : ferme.

- no  97 : ferme maraîchère . 
La ferme s'élève parallèlement à la rue Edmond-Rostand, à l'angle de l'impasse de Borderouge. Elle est bâtie en brique dans le deuxième quart du XXe siècle. Le logis principal se développe sur trois travées et s'élève sur deux niveaux, un rez-de-chaussée et un étage de comble. La porte et les fenêtres sont mises en valeur par des chambranles de brique[17].

- no  177 : ferme. 
La ferme se trouve à l'angle de la rue Maurice-Mélat, ouverte en 2001 seulement. Elle se compose de plusieurs corps de bâtiment, remaniés entre les XVIIIe et XXe siècles, au rythme des changements de propriétaires et d'activité. L'édifice, bâti en brique, est disposé perpendiculairement à la rue Edmond-Rostand. Il s'élève sur un rez-de-chaussée et un 1er étage séparés par un cordon de brique, et un 2e étage ajouté au XXe siècle. Les fenêtres sont rectangulaires au rez-de-chaussée, segmentaires au 1er étage. Les élévations sont surmontées d'un avant-toit[18].

### Maisons
- no  2 : maison Mon Cottage. 
La maison est représentative des maisons de campagne de la bourgeoisie toulousaine, construites le long de la route d'Albi dans la deuxième moitié du XIXe siècle. Elle s'élève au centre d'une vaste parcelle arborée. Le bâtiment principal, large de quatre travées, s'élève sur un étage[19].

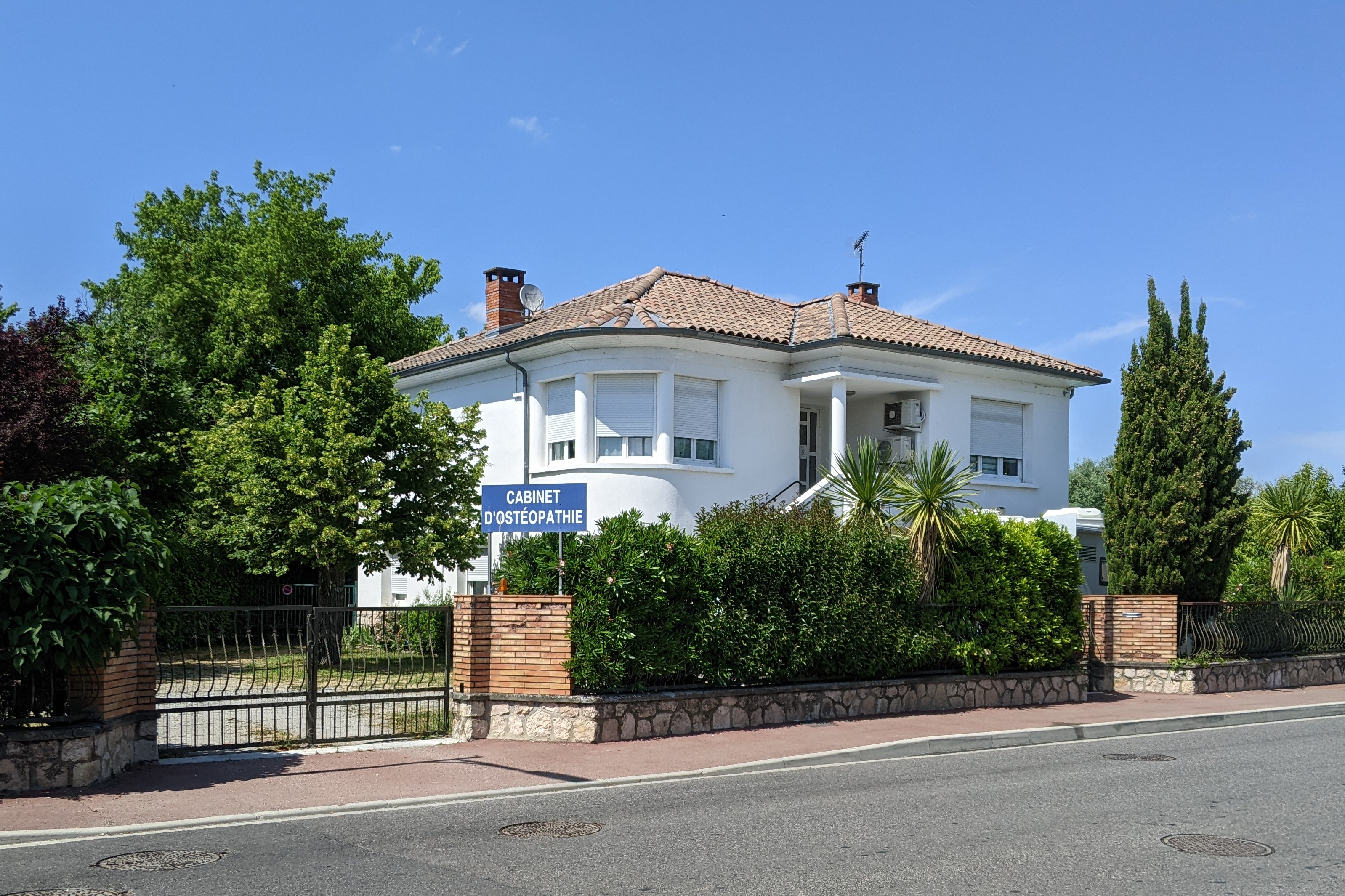
no 104 : maison.

- no  104 : maison. 
La maison, de style Art déco, est bâtie dans les années 1930. Elle s'élève au centre d'une parcelle à l'angle de la rue des Vignes, face à l'impasse de Borderouge. Les façades en béton sont enduites, tandis que le rez-de-chaussée est couvert d'un appareil irrégulier de moellons de pierre. L'escalier extérieur qui monte au 1er étage possède un garde-corps en béton. Il donne accès à un porche en-œuvre où se trouve la porte principale. Les pièces sont largement éclairées par des fenêtres rectangulaires. L'angle arrondi à l'ouest est ouvert par des fenêtres triples qui forment un bow-window.

### Église Saint-Sauveur

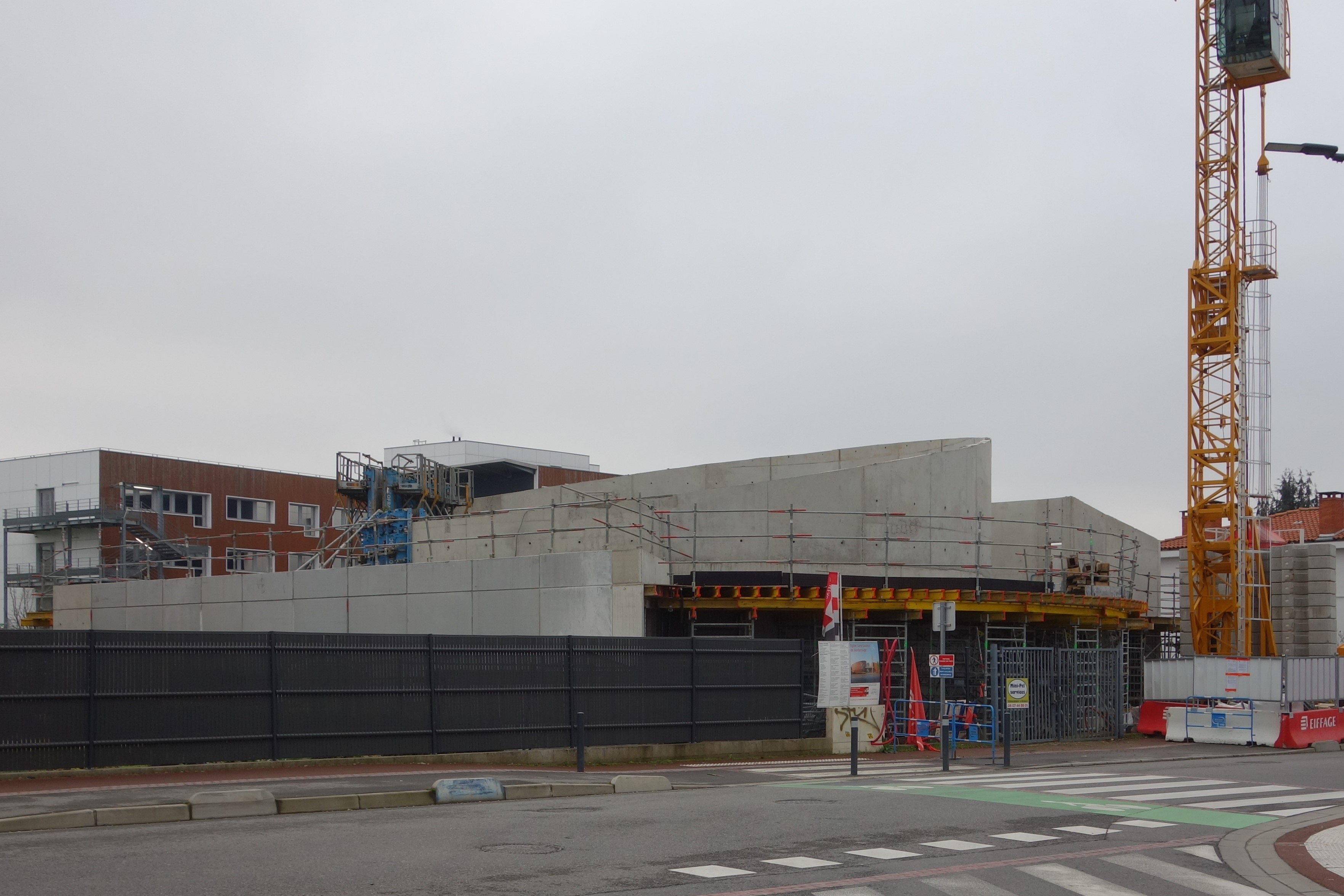
no 97 bis : église Saint-Sauveur.

L'église Saint-Sauveur est construite afin de desservir la population du nouveau quartier de Borderouge. Les travaux sont commencés en septembre 2023, peu après la pose de la première pierre, le 16 juin. Elle est réalisée sur les plans du cabinet d'architecture toulousain Triptyque.
Elle est établie sur une parcelle de 1 300 m2 qui fait face à la rue des Vignes et à l'allée Paul-Harris.

### Espaces verts
- jardin 14-Chemin-Niboul.
Le jardin 14-Chemin-Niboul est aménagé en 2020 sur une parcelle à l'angle de la rue Maurice-Mélat et du chemin de Niboul, sur une parcelle de 947 m², laissée libre à la suite du percement de la rue Maurice-Mélat en 2001. Il compte une aire de jeux pour enfants.

- jardin Chantecler.
Le jardin Chantecler est aménagé en 2011, peu après l'achèvement de la résidence Le Gréco (actuel no 121) sur une parcelle de 526 m² à l'angle de l'avenue Maurice-Bourgès-Maunoury. Il compte une aire de jeux pour enfants.

- sente des Bouquetins. 
La sente des Bouquetins est un des chemins piétonniers, arborés et paysagés, tracés dans le cadre de l'aménagement du nouveau quartier de Borderouge. Elle relie la rue des Bouquetins, au nord, le chemin des Izards, à l'ouest, la rue Edmond-Rostand et le chemin de Niboul, à l'est, et la rue du Colonel-Paul-Paillole, au sud. Elle cumule une superficie de 7 778 m2.

- sente 8C. 
La sente 8C est un des chemins piétonniers, arborés et paysagés, tracés dans le cadre de l'aménagement du nouveau quartier de Borderouge. Elle relie le chemin de Niboul, à l'ouest, la rue Almodis, au sud, et la rue Jeanne-de-Toulouse, à l'est. Elle est par ailleurs prolongée, au sud, par la sente 8B et, à l'est, par la sente 7. Elle cumule une superficie de 3 102 m2. Les allées sont plantées de divers arbres – arbre à soie et saule pleureur – et arbustes – abelia grandiflora, aronia à fruits noirs, pittosporum de Chine, sauge leucophylla et sauge de Jérusalem, et viorne à feuilles ridées.

- sente 12. 
La sente 12 est un des chemins piétonniers, arborés et paysagés, tracés dans le cadre de l'aménagement du nouveau quartier de Borderouge. Elle relie la rue des Bouquetins, au sud, la rue Edmond-Rostand, à l'est, et la rue Olympe-de-Gouges, à l'ouest et au nord. Elle cumule une superficie de 4 129 m2.